# Natri maleonitriledithiolat
Natri maleonitrinđithiolat là hợp chất hóa học được mô tả bởi công thức Na2S2C2(CN)2. Cái tên nói đến hợp chất cis bắt nguồn từ maleonitrin. Đianion là một "đithiolen", tức là một phức anken-1,2-đithiolat hoạt động như một phối tử cho các kim loại chuyển tiếp. Nhiều phức chất khác được biết như [Ni(mnt)2]2-.
Muối natri maleonitrinđithiolat được tổng hợp bằng cách xử lý đisunfua cacbon với natri xyanua để tạo ra muối xianođithioformat, rồi giải phóng nguyên tố lưu huỳnh trong dung dịch nước:
2 NaCN  +  2 CS2   →  Na2S2C2(CN)2  +  1/4 S8
Hợp chất này được mô tả đầu tiên bởi Bähr và Schleitzer năm 1958.